# Partit Ecologista de Romania
El Partit Ecologista de Romania (romanès Partidul Ecologist Român, PER) és un partit polític de Romania d'ideologia ecologista. Fou fundat el 1978 pel professor Petre Metanie com a organització d'oposició al règim comunista de Nicolae Ceauşescu, especialment contra la política de creixement econòmic indiscriminat sense tenir en compte les conseqüències ecològiques. En la dècada dels setanta havia nascut un gran nombre de nens malformats degut als alts nivells de contaminació química a l'aire, l'aigua i als aliments. La fauna també va patir enormement a causa de les preses construïdes en el camí de la migració natural dels peixos, i hi va haver danys a les poblacions de senglars, cérvols i aus. El 1978 van enviar una carta denunciant aquests fets a Radio Free Europe, però no es va llegir.
Poc abans de la revolució romanesa de 1989, el PER va criticar obertament el menyspreu pel medi ambient de la política oficial i després fou una de les primeres forces polítiques legalitzades. Malgrat comptar inicialment amb un cert suport popular, no ha assolit representació a les eleccions legislatives romaneses.
Pel juny de 2007 el partit era força desencoratjat, però l'octubre la direcció es va reorganitzar i de cara a les eleccions legislatives romaneses de 2008 van arribar a un acord amb el Partit Verd per a presentar-se plegats amb la plataforma Partit Verd Ecologista. Tanmateix, no van obtenir representació parlamentària.